# Joey Veerman
Joey Veerman (Purmerend, 19 de noviembre de 1998) es un futbolista neerlandés que juega como centrocampista en el PSV Eindhoven de la Eredivisie.

## Trayectoria

### FC Volendam
Debutó como profesional en la Eerste Divisie con el FC Volendam el 9 de septiembre de 2016 en un partido contra el VVV-Venlo.

### SC Heerenveen
El 30 de agosto de 2019 firmó por el S. C. Heerenveen de la Eredivisie. Debutó en la Eredivisie un día después de su fichaje, sustituyendo en la segunda parte al también centrocampista Jordy Bruijn en el empate a uno con el Fortuna Sittard.

### PSV Eindhoven
El 4 de enero de 2022 firmó un contrato de 4 años y medio con el PSV Eindhoven.

## Selección nacional

### Participaciones en Eurocopas
| Copa          | Sede     | Resultado   | Partidos | Goles |
| ------------- | -------- | ----------- | -------- | ----- |
| Eurocopa 2024 | Alemania | Semifinales | 6        | 0     |

## Estadísticas

### Clubes
Actualizado al último partido disputado el 28 de septiembre de 2024.
| Club                            | Div.          | Temporada     | Liga  | Liga  | Liga   | Copas nacionales | Copas nacionales | Copas nacionales | Copas internacionales | Copas internacionales | Copas internacionales | Total | Total | Total  |
| Club                            | Div.          | Temporada     | Part. | Goles | Asist. | Part.            | Goles            | Asist.           | Part.                 | Goles                 | Asist.                | Part. | Goles | Asist. |
| ------------------------------- | ------------- | ------------- | ----- | ----- | ------ | ---------------- | ---------------- | ---------------- | --------------------- | --------------------- | --------------------- | ----- | ----- | ------ |
| F. C. Volendam · Países Bajos   | 2.ª           | 2016-17       | 30    | 3     | 5      | 4                | 0                | 2                | —                     | —                     | —                     | 34    | 3     | 7      |
| F. C. Volendam · Países Bajos   | 2.ª           | 2017-18       | 34    | 7     | 5      | 2                | 0                | 0                | —                     | —                     | —                     | 36    | 7     | 5      |
| F. C. Volendam · Países Bajos   | 2.ª           | 2018-19       | 8     | 2     | 0      | 0                | 0                | 0                | —                     | —                     | —                     | 8     | 2     | 0      |
| F. C. Volendam · Países Bajos   | 2.ª           | 2019-20       | 3     | 0     | 1      | 0                | 0                | 0                | —                     | —                     | —                     | 3     | 0     | 1      |
| F. C. Volendam · Países Bajos   | Total club    | Total club    | 75    | 12    | 11     | 6                | 0                | 2                | 0                     | 0                     | 0                     | 81    | 12    | 13     |
| S. C. Heerenveen · Países Bajos | 1.ª           | 2019-20       | 22    | 4     | 5      | 4                | 1                | 0                | —                     | —                     | —                     | 26    | 5     | 5      |
| S. C. Heerenveen · Países Bajos | 1.ª           | 2020-21       | 31    | 7     | 10     | 4                | 2                | 1                | —                     | —                     | —                     | 35    | 9     | 11     |
| S. C. Heerenveen · Países Bajos | 1.ª           | 2021-22       | 18    | 3     | 6      | 2                | 1                | 0                | —                     | —                     | —                     | 20    | 4     | 6      |
| S. C. Heerenveen · Países Bajos | Total club    | Total club    | 71    | 14    | 21     | 10               | 4                | 1                | 0                     | 0                     | 0                     | 81    | 18    | 22     |
| PSV Eindhoven · Países Bajos    | 1.ª           | 2021-22       | 15    | 4     | 5      | 0                | 0                | 0                | 5                     | 0                     | 0                     | 21    | 4     | 5      |
| PSV Eindhoven · Países Bajos    | 1.ª           | 2022-23       | 33    | 4     | 10     | 5                | 0                | 2                | 12                    | 5                     | 1                     | 49    | 9     | 13     |
| PSV Eindhoven · Países Bajos    | 1.ª           | 2023-24       | 29    | 5     | 16     | 1                | 0                | 0                | 11                    | 2                     | 3                     | 41    | 7     | 19     |
| PSV Eindhoven · Países Bajos    | 1.ª           | 2024-25       | 7     | 1     | 5      | 1                | 0                | 0                | 1                     | 0                     | 0                     | 9     | 1     | 5      |
| PSV Eindhoven · Países Bajos    | Total club    | Total club    | 84    | 14    | 36     | 7                | 0                | 2                | 29                    | 7                     | 4                     | 120   | 21    | 42     |
| Total carrera                   | Total carrera | Total carrera | 230   | 40    | 68     | 23               | 4                | 5                | 29                    | 7                     | 4                     | 282   | 51    | 77     |

## Palmarés

### Títulos nacionales
| Título                        | Club          | País         | Año  |
| ----------------------------- | ------------- | ------------ | ---- |
| Supercopa de los Países Bajos | PSV Eindhoven | Países Bajos | 2022 |
| Copa de los Países Bajos      | PSV Eindhoven | Países Bajos | 2023 |
| Supercopa de los Países Bajos | PSV Eindhoven | Países Bajos | 2023 |
| Eredivisie                    | PSV Eindhoven | Países Bajos | 2024 |
| Eredivisie                    | PSV Eindhoven | Países Bajos | 2025 |
| Supercopa de los Países Bajos | PSV Eindhoven | Países Bajos | 2025 |